# Rohteichthys microlepis
Rohteichthys microlepis är en fiskart som först beskrevs av Bleeker, 1851.  Rohteichthys microlepis ingår i släktet Rohteichthys och familjen karpfiskar. Inga underarter finns listade i Catalogue of Life.